# Peter Linnell
Peter Arnold Linnell (* 4. Juni 1953 in Manchester; † Feb 2022) war ein britischer Mathematiker, der sich mit Algebra (vor allem Ringtheorie) und harmonischer Analysis befasste. Er war Hochschullehrer am Virginia Polytechnic Institute.
Linnell, der die Manchester Grammar School besuchte, erhielt seinen Bachelor-Abschluss an der University of Cambridge (Trinity College), an der er seit 1971 studierte und 1979 bei James Edward Roseblade promoviert wurde (Group Algebras of Torsion Free Polycyclic Groups and Relation Modules of Finite Groups). Danach war er von 1979 bis 1982 am Manchester Institute of Science and Technology und in Cambridge (Girton College 1982/83), bevor er 1983 Assistant Professor am Virginia Polytechnic Institute wurde. 1988 wurde er Associate Professor und 1992 erhielt er eine volle Professur.
Linnell war von 1984 bis 1986 mit einem Humboldt-Forschungspreis an der Universität Stuttgart bei Klaus Roggenkamp und 1991/92 als Humboldt Fellow bei Gerhard Michler am Institut für Experimentelle Mathematik der Universität Essen und war Gastwissenschaftler an der Universität Manchester (ein halbes Jahr 1988) und der Universität Münster bei Wolfgang Lück (1999/2000).
Er wandte Probleme der Ringtheorie auf geometrische und harmonische Analysis an, zum Beispiel auf von Neumann Algebren. Linnell leistete Beiträge zur starken Atiyah-Vermutung (aufgestellt von Wolfgang Lück und Thomas Schick und nach Michael Atiyah benannt), zur offenen HRT-Vermutung (die Menge von endlich vielen beliebigen Zeit-Frequenz-Verschiebungen einer nicht-verschwindenden Lebesgue-integrablen Funktion ist linear unabhängig) und die klassische Nullteiler-Vermutung für Gruppenringe (zero divisor conjecture) von Irving Kaplansky.
1987 erhielt er den Berwick-Preis.
In seiner Jugend und als Student gehörte er zu den besten Schachspielern in Großbritannien (1973 war er auf Rang 17 in Großbritannien). Seine Hobbys waren Laufen (auf dem Huckleberry Trail), Radfahren in den Alpen und klassische Musik. Er hatte ein photographisches Gedächtnis, interessierte sich sehr für die täglichen Wetterdaten und erinnerte zum Beispiel Wetterdaten eines Tages, der zehn Jahre zurücklag.
Ab 1999 war er Direktor der Virginia Tech Regional Math Competition (VTRMC).

## Schriften (Auswahl)
- On accessibility of groups. In: Journal of Pure and Applied Algebra. Band 30, Nr. 1, 1983, S. 39–46, doi:10.1016/0022-4049(83)90037-3.
- mit Beno Eckmann: Poincaré duality groups of dimension two. II. In: Commentarii Mathematici Helvetici. Band 58, 1983, S. 111–114, (Digitalisat).
- mit Peter H. Kropholler, John A. Moody: Applications of a new {\displaystyle K}-theoretic theorem to soluble group rings. In: Proceedings of the American Mathematical Society. Band 104, Nr. 3, 1988, S. 675–684, JSTOR:2046771.
- Zero divisors and group von Neumann algebras. In: Pacific Journal of Mathematics. Band 149, Nr. 2, 1991, S. 349–363, (Digitalisat).
- Analytic versions of the zero divisor conjecture. In: Peter H. Kropholler, Graham A. Niblo, Ralph Stöhr (Hrsg.): Geometry and Cohomology in Group Theory (= London Mathematical Society. Lecture Note Series. 252). Cambridge University Press, Cambridge u. a. 1998, ISBN 0-521-63556-X, S. 209–248.
- Division rings and group von Neumann algebras. In: Forum Mathematicum. Band 5, 1993, S. 561–576, doi:10.1515/form.1993.5.561.
- Von Neumann algebras and linear independence of translates. In: Proceedings of the American Mathematical Society. Band 127, Nr. 11, 1999, S. 3269–3277, doi:10.48550/arXiv.math/9807057.
- mit Rostislav I. Grigorchuk, Thomas Schick, Andrzej Żuk: On a question of Atiyah. In: Comptes rendus de l’Académie des sciences. Series 1: Mathematics. Band 331, Nr. 9, 2000, S. 663–668, doi:10.1016/S0764-4442(00)01702-X.
- mit Józef Dodziuk, Varghese Mathai, Thomas Schick, Stuart Yates: Approximating {\displaystyle L^{2}}-invariants and the Atiyah conjecture. In: Communications on Pure and Applied Mathematics. Band 56, Nr. 7, 2003, S. 839–873, doi:10.1002/cpa.10076.
- mit Thomas Schick: Finite group extensions and the Atiyah conjecture. In: Journal of the American Mathematical Society. Band 20, Nr. 4, 2007, S. 1003–1051, doi:10.1090/S0894-0347-07-00561-9.